# 林園產業園區
林園工業區是位於台灣高雄市林園區的一個以石油化學工業為主的工業區，完工於1975年，屬於中華民國政府推動的十大建設內之石油化學工業建設之一。該工業區位於高屏溪西岸、林園大排水溝兩側，園區共佔地403.2公頃。

## 工廠
工業區內有中美和、拜耳、台塑、南亞、台苯、李長榮化工廠、北誼興業等20多家廠商。台灣中油的林園石化廠區也位於此工業區。
林園工業區長期以來之空氣污染、水污染（河川污染）之狀況均極為嚴重，其中以空氣污染狀況最令當地居民詬病。

## 交通
林園工業區位在雙園大橋連接高雄市的一端，也是台29線與台17線的交叉點。